# Folkuniversitetets förlag
Folkuniversitetets förlag är ett svenskt bokförlag som grundades 1972. Läromedel i svenska för invandrare (sfi) och svenska som andraspråk utgör kärnan i förlagets utgivning. Förlaget ger även ut läromedel inom andra språk.
Folkuniversitetets förlag är en stiftelse bildad av Folkuniversitetet – Kursverksamheten vid Lunds universitetet.